# Центральноамериканский парламент
Центральноамериканский парламент (исп. Parlamento Centroamericano, сокр. PARLACEN) был создан в октябре 1991 года для укрепления интеграции, организации диалога и примирения в Центральной Америке, а также для развития стран региона.
Государства-участники: Доминиканская Республика, Гватемала, Гондурас, Никарагуа, Панама и Сальвадор. Штаб-квартира в Гватемале. Решения парламента носят рекомендательный характер. Имеются фракции:
- Альянс демократов (Национал-республиканцы Сальвадора, Патриотическая партия Гватемалы, Национальная и Либеральная партии Гондураса, Независимые либералы Никарагуа, Социал-христианские реформисты Доминиканской республики),
- Группа левых (Фронт национального освобождения имени Фарабундо Марти, Национальное единство Гондураса, СФНО, Партия освобождения Доминиканской республики)
- Интеграция-демократический центр (Широкий альянс за национальное единство Сальвадора, Христианские демократы Сальвадора, Национальная коалиционная партия Сальвадора, Национальный союз надежды Гватемалы, Национальный союз за изменения Гватемалы, Компромисс, обновление и порядок Гватемалы, Свободное демократическое обновление Гондураса, Единая партия интеграции Гондураса, Христианско-демократическая партия Гондураса, Либерально-конституционная партия Никарагуа, Независимые либералы Никарагуа, Консерваторы Никарагуа, Революционные демократы Панамы, Панаменистская партия, Союз патриотов Панамы, Либерально-республиканское движение Панамы, Партия освобождения Доминиканской республики, Партия революции Доминиканской республики)
- Союз демократов и интеграционистов — Партия освобождения Доминиканской республики, Независимые либералы Никарагуа, Конституционные либералы Никарагуа

Местонахождение — Гватемала.